# 올림푸스 M.Zuiko Digital 17mm 렌즈
올림푸스 M.Zuiko Digital 17mm 렌즈는 올림푸스에서 생산한 초점거리 17mm의 마이크로 포서드 마운트 광각 단렌즈이다.
지금까지 세 종류의 17mm 렌즈가 출시되었다.
- M.Zuiko Digital 17mm F2.8
- M.Zuiko Digital 17mm F1.8
- M.Zuiko Digital ED 17mm F1.2 PRO

## M.Zuiko Digital 17mm F2.8
2009년 올림푸스의 첫 마이크로 포서드 카메라인 E-P1과 함께 출시되었다.

## M.Zuiko Digital ED 17mm F1.2 PRO
2017년 하반기 출시되어 F1.2 라인업을 갖추는 두 개의 렌즈 중 하나이며, 3번째 17mm 단렌즈이다. 2016년 출시된 25mm 1.2와 거의 비슷한 외관으로 제작되었으며, 전용 후드의 형상 외에는 구분이 쉽지 않다.
M.Zuiko PRO F1.2 시리즈의 렌즈배럴의 지나치게 큰 초점거리 표기는 이런 상황에서 렌즈들을 구분하기 위한 것이라 소개되고 있다.
빠른 AF와 훌륭한 개방화질 외에도 수차를 없애지 않고 적절하게 컨트롤하여 보케가 주변부로 갈수록 엷어지면서 퍼지는 특성에 주안점을 두고 설계되었다. 기술적으로는 ED 소재로 제작한 DSA 양면비구면렌즈가 특기할 만 한데, 소재와 가공기술 모두에서 수차를 제어할 수 있어 렌즈 크기를 줄이는 데 기여하였다고 설명되고 있다. 또한 25mm 1.2보다 렌즈군은 단촐하지만 PRO 줌렌즈 수준의 구성을 보이고 있다. 최단 촬영거리도 짧아 렌즈 앞에서 9.5cm까지 초점을 잡을 수 있다. 중앙부 해상 성능은 다른 PRO 렌즈들과 비교해도 높은 편으로, F2.8에서 최고의 성능이 드러난다. 주변부 화질도 준수하고 경쟁 렌즈들에 비해 비네팅도 적은 편이며, 역광내성이 단점으로 지적된다.

## 사양
| 사양               | F2.8       | F1.8                        | F1.2 PRO                                                              |
| ------------------ | ---------- | --------------------------- | --------------------------------------------------------------------- |
| 제품 사진          |            |                             |                                                                       |
| 형식번호           | EW-M1728   | EW-M1718                    | EW-M1712                                                              |
| 화각(대각선)       | 65°        | 65°                         | 65°                                                                   |
| 광학 구성          | 4군 6매    | 6군 9매                     | 11군 15매                                                             |
| 특수 광학군        | 비구면 1매 | DSA 1매, 비구면 2매, HR 1매 | ED-DSA 1매, 비구면 1매, 비구면 ED 1매, 슈퍼ED 1매, ED 3매, 슈퍼HR 1매 |
| 조리개 구성        | 5매        | 7매(원형)                   | 9매(원형)                                                             |
| 최소 조리개        | F22        | F22                         | F16                                                                   |
| 손떨림 보정        | 없음       | 없음                        | 없음                                                                  |
| 방진방적           | 없음       | 없음                        | 있음                                                                  |
| 크기               | ⌀57 x 22mm | ⌀57.5 x 35.5mm              | ⌀68.2 x 87mm                                                          |
| 최단촬영거리       | 0.2m       | 0.25m                       | 0.2m                                                                  |
| 무게               | 71g        | 120g                        | 390g                                                                  |
| 필터 직경          | ⌀37mm      | ⌀46mm                       | ⌀62mm                                                                 |
| 발표년월           | 2009/06    | 2012/06                     | 2017/10                                                               |
| 권장 소비자 가격 $ |            |                             |                                                                       |

## 같이 보기
- 마이크로 포서즈 시스템